# Luis José Moglia Barth
Luis José Moglia Barth (Buenos Aires, 12 de abril de 1903 - Buenos Aires, 18 de junio de 1984) fue un reconocido guionista y director de cine que tuvo un rol fundacional en la Época de Oro del cine argentino durante los años 1930 y 1940. Le pertenece la iniciativa de fundar la productora Argentina Sono Film y entre sus películas se destacan ¡Tango! (1933), considerado el primer largometraje sonoro argentino, y Riachuelo (1934).

## Biografía
Era hijo de un comerciante y estudió en el Colegio La Salle Buenos Aires y en la Escuela Normal de Profesores. Su primera relación con el cine fue cuando comenzó a trabajar en la empresa Cinematografía Valle como ayudante del dibujante Quirino Cristiani. Esta empresa importaba películas y además desde 1920 producía el Film Revista Valle, un noticiero filmado y sin sonido que aparecía todos los jueves a las 17 horas.

### Adaptador y montajista
A todas las películas mudas cuyos textos explicativos no estaban en castellano se les debía sustituir los mismos por leyendas en este idioma. En el caso de las películas mudas europeas, especialmente las alemanas, como eran generalmente demasiado largas para el gusto argentino, que estaba acostumbrado al cine norteamericano, se efectuaba además sobre ellas un trabajo de corte y montaje en el que pronto Moglia Barth adquirió tal destreza que trabajaba para varios distribuidores.
Este trabajo de "adaptación" se había hecho cada vez más amplio. Se cortaban metros de película, se cambiaba el orden de las escenas, las leyendas no se traducían textualmente sino que no solamente se modificaba el lenguaje y se utilizaban modismos locales sino que incluso se cambiaban los textos y así se modificaban los parlamentos atribuidos a los actores que se veían en pantalla, con lo cual las mismas escenas pasaban a tener un sentido diferente e incluso quienes estaban en la escena podían llegar a convertirse en otros personajes y el amante quedaba transformado en hermano o el ladrón en vecino. A veces en que los cortes impedían el encadenamiento de ciertas escenas utilizó el recurso de agregar otras filmadas ex profeso (una mano golpeando una puerta, unas piernas bajando la escalera). Según el mismo cuenta en varias entrevistas periodísticas como la publicada en la Revista Platea: Confesiones a los "160 años de edad" Encuentro con Luis J. Moglia Barth (Pag. 3 y ss.).-

### Nace Argentina Sono Film
Con el entrenamiento adquirido Moglia Barth filmó dos películas mudas: Puños, chárleston y besos (1927)  con el boxeador Kid Charol y El 90 (1928) con un equipo de aficionados.  Luego siguió Consejo de tango,  un corto con la cancionista Amanda Ledesma de apenas dos rollos. Se presentó entonces con su última película y el libreto de otra ante su amigo y protector Ángel Mentasti con el cual llevaba trabajando diez años, primero en Films Reich,y Pathé y en ese momento en Cosmos donde Mentasti era gerente de distribución y Moglia Barth jefe de publicidad además de su trabajo de adaptación y montaje. Su idea inicial se limitaba a conseguir un financista para su proyecto pero luego lo transformó en algo más ambicioso: constituir una empresa que filmara totalmente una primera película, pero que no la comercializara hasta que estuviera comenzada la segunda y anunciada una tercera. Su razonamiento es que al presentarse en esas condiciones ante los exhibidores mostraba que no estaban desesperados por vender —como usualmente ocurría con quienes invertían en películas en forma aislada u ocasional— y porque además era una forma de distribuir los riesgos de modo que si alguna fracasaba otras compensarían las pérdidas.
Mentasti, que conocía el negocio, vio de inmediato la conveniencia de la propuesta que tenía la ventaja adicional de combinar la actividad de quien como él sabía negociar en ese medio, con la de Moglia que conocía cómo hacer películas. A ellos se unían Julián Ramos que era abogado y Roberto Favre, un exdirector de Pathé que agregaban su capital al aportado por Mentasti, con lo cual con el nombre elegido por Moglia Barth dio inicio Argentina Sono Film.

### Trilogía de tango
La primera película de la nueva sociedad fue ¡Tango! con dirección, guion y producción de Moglia Barth, reconocida como el primer largometraje sonoro (sin discos) producido en el país. Se filmó en los estudios Ariel, de Alberto J. Biasotti ubicados en la calle Boedo y en los estudios Valle, de la calle Gavilán.
El filme fue:

"una cabalgata musical en la que los intérpretes más populares de la música ciudadana mostraron sus condiciones para la canción, algunos también para la actuación. El argumento era ínfimo: hablaba de un cantor desesperado porque su noviecita del barrio se había ido con un galán maduro. Él supone que se fueron a París y hacia allá viaja, sin imaginar que la chica lo esperaba con paciencia en la piecita del conventillo. A la vuelta, el cantor ya había quebrado varios corazones que, de pena no más, deshojaban tangos por aquí y por allá."

Libertad Lamarque fue la protagonista y pareja del cantor Alberto Gómez. Con el acompañamiento de Luis Visca interpretó el tango de Sciammarella y Fontaina, Andate, y con la orquesta de Osvaldo Fresedo el tango Noviecita, de Luis Bates y Sebastián Lombardo. También actúan Pepe Arias, Tita Merello, Alicia Vignoli, Luis Sandrini, Meneca Tailhade, Juan Sarcione, Azucena Maizani y Mercedes Simone. Intervienen las orquestas de Juan de Dios Filiberto, Osvaldo Fresedo, Pedro Maffia, Edgardo Donato, Ponzio-Bazán y Juan D´Arienzo y además luce sus habilidades de bailarín Ovidio José Bianquet, "El Cachafaz".
La repercusión de Tango fue tal que colocó al cine argentino en la confrontación masiva y en el óptimo negocio. Por muchos años el tango sería la fórmula mágica que abría todas las puertas, incluso fuera del país. La siguiente película fue Dancing, estrenada el 9 de noviembre de 1933, basada en la obra teatral del mismo nombre de Alejandro Berrutti, en la cual se produjo el debut cinematográfico de Tito Lusiardo. Abundante en foxtrots y tangos pero con historias que transcurren en un lugar de baile sin nexo orgánico.
La trilogía se completó con Riachuelo que tuvo en sus papeles protagónicos a Luis Sandrini, Maruja Pibernat y Alfredo Camina y contó con la música original de Edgardo Donato y Máximo Orsi. Para el crítico Domingo Di Núbila se trata de una historia hábilmente urdida que tiene color y fuerza ambiental, con eficaces toques reideros, ritmo ágil, diálogo sainetesco y excelente fotografía. Luis Sandrini se estacó por su excelente actuación.
Tal como había planeado Moglia Barth, cuando se estrenó ¡Tango! ya se había comenzado a rodar Dancing. El primer filme tuvo buen acogida por la crítica pero en cambio el resultado económico de la segunda fue magro y causó el alejamiento de los socios capitalistas por lo que a duras penas se pudo terminar el rodaje de Riachuelo. Esta última no sólo tuvo buena crítica sino también éxito económico, ya que habiendo costado menos de ochenta mil pesos produjo solamente en el primer año un millón de pesos para la productora.

### Nuevos rumbos de Moglia Barth
En las siguientes películas Moglia Barth abandonó la temática que le había dado tan buenos resultados. Así dirigió Picaflor (1935) que no satisfizo las expectativas que había luego del éxito de Riachuelo y Amalia (1936) sobre la novela homónima de José Mármol, costosa evocación de la época rosista con grandes decorados y escenas de conjunto incluyendo bailes populares pero carente de emoción.

## Filmografía
Intervino en los siguientes filmes:
Director:
- Dringue, Castrito y la lámpara de Aladino (1954)
- Intermezzo criminal (1953)
- La doctora Castañuelas (1950)
- La fuerza ciega (1950)
- No me digas adiós (1950)
- La campana nueva (1950)
- Edición Extra (1949)
- Juan Moreira (1948)
- La senda oscura (1947)
- María Rosa (1946)
- Ponchos azules (1942)
- Cruza (1942)
- Boina blanca (1941)
- Fortín Alto (1941)
- Hogar, dulce hogar(1941)
- Confesión (1940)
- Con el dedo en el gatillo (1940)
- Huella (1940)
- Una mujer de la calle (1939)
- Doce mujeres (1939)
- Senderos de fe (1938)
- El último encuentro (1938)
- Melodías porteñas (1937)
- La casa de Quirós (1937)
- Melgarejo (1937)
- ¡Goal! (1936)
- Santos Vega (1936)
- Amalia (1936)
- Picaflor (1935)
- Riachuelo (1934)
- Dancing (1933)
- ¡Tango! (1933)
- Consejo de tango (1932) (película sin sonido)
- El 90 (1928)  (película sin sonido)
- Afrodita (1928) (película sin sonido, censurada en 1930)[4]
- Puños, chárleston y besos (1927)  (película sin sonido)

Guionista
- La doctora Castañuelas (1950)
- La fuerza ciega (1950)
- La senda oscura (1947)
- María Rosa (1946)
- Cruza (1942)
- Boina blanca (1941)
- Hogar, dulce hogar(1941)
- Senderos de fe (1938)
- Melodías porteñas (1937)
- La casa de Quirós (1937)
- Melgarejo (1937)
- Amalia (1936)
- Picaflor (1935)
- Riachuelo (1934)
- Dancing (1933)
- ¡Tango! (1933)

Adaptación
- El último encuentro (1938)
  - Producción
- Intermezzo criminal (1953)
- ¡Tango! (1933)

Montaje
- Ponchos azules (1942)

## Televisión
Director:
- El cine y el Fondo Nacional de las Artes (1973) serie
- El cura de la sierra (1959) serie